# Kruťait
Kruťait, meist vereinfacht Krut’ait bzw. Krut'ait oder Krutait geschrieben, ist ein sehr selten vorkommendes Mineral aus der Mineralklasse der „Sulfide und Sulfosalze“ (einschließlich Selenide, Telluride, Arsenide, Antimonide und Bismutide). Es kristallisiert im kubischen Kristallsystem mit der chemischen Zusammensetzung CuSe2, ist also chemisch gesehen ein Kupfer-Selenid, genauer Kupferdiselenid.
Kruťait konnte bisher nur in Form von massigen Mineral-Aggregaten gefunden werden, die aus mikroskopisch kleinen Kristallen bis maximal einem Millimeter Größe bestehen. Das Mineral ist in jeder Form undurchsichtig (opak) und von grauer, metallisch glänzender Farbe bei dunkelgrauer Strichfarbe.

## Etymologie und Geschichte
Erstmals entdeckt wurde das Mineral bei Petrovice (Peterswald) im Okres Žďár nad Sázavou (Bezirk Saar) in Tschechien und beschrieben 1972 durch Zdenek Johan, Paul Picot, Roland Pierrot und Milan Kvaček, die es nach dem tschechischen Mineralogen und Direktor des Mineralogischen Labors im Mährischen Landesmuseum von Brünn Tomáš Kruťa (1906–1998) benannten.
Da der Namensgeber Kruťa sich mit einem palatalisierten t (Aussprache ähnlich dem niederdeutschen tj wie in Matjes) schreibt, wird den Bestimmungen der International Mineralogical Association (IMA) entsprechend auch der Mineralname typographisch korrekt Kruťait geschrieben. Aufgrund technischer Einschränkungen bei der Abbildung ist dieses Sonderzeichen auch bei aktuelleren Publikationen meist durch ein Apostroph nach dem t ersetzt (Krut’ait, Krut'ait) bzw. wurde bei älteren auch ganz weggelassen (Krutait).
Das Typmaterial des Minerals wird in der Mineralogischen Sammlung der Mines ParisTech (auch École nationale supérieure des mines de Paris, ENSM) in Paris unter der Katalognummer 50853 (HT) aufbewahrt.

## Klassifikation
In der veralteten 8. Auflage der Mineralsystematik nach Strunz ist der Kruťait noch nicht verzeichnet.
In der zuletzt 2018 überarbeiteten Lapis-Systematik nach Stefan Weiß, die formal auf der alten Systematik von Karl Hugo Strunz in der 8. Auflage basiert, erhielt das Mineral die System- und Mineralnummer II/D.17-070. Dies entspricht der Klasse der „Sulfide und Sulfosalze“ und dort der Abteilung „Sulfide mit Metall : S,Se,Te < 1 : 1“, wo Kruťait (hier vereinfacht Krutait bzw. Krut’ait) zusammen mit Aurostibit, Cattierit, Changchengit, Dzharkenit, Erlichmanit, Fukuchilit, Geversit, Hauerit, Insizwait, Laurit, Maslovit, Mayingit, Michenerit, Padmait, Penroseit, Pyrit, Sperrylith, Testibiopalladit, Trogtalit, Vaesit und Villamanínit die „Pyritgruppe“ mit der Systemnummer II/D.17 bildet.
Die von der International Mineralogical Association (IMA) zuletzt 2009 aktualisierte 9. Auflage der Strunz’schen Mineralsystematik ordnet den Kruťait zwar ebenfalls in die Klasse der „Sulfide und Sulfosalze“, dort allerdings in die Abteilung der „Metallsulfide mit M : S ≤ 1 : 2“ ein. Diese ist weiter unterteilt nach dem genauen Stoffmengenverhältnis und den in der Verbindung vorherrschenden Metallen, so dass das Mineral entsprechend seiner Zusammensetzung in der Unterabteilung „M : S = 1 : 2, mit Fe, Co, Ni, PGE usw.“ zu finden ist, wo es zusammen mit Aurostibit, Cattierit, Dzharkenit, Erlichmanit, Fukuchilit, Gaotaiit, Geversit, Hauerit, Insizwait, Iridisit, Laurit, Penroseit, Pyrit, Sperrylith, Trogtalit, Vaesit und Villamanínit ebenfalls die „Pyritgruppe“ mit der Systemnummer 2.EB.05a bildet.
In der vorwiegend im englischen Sprachraum gebräuchlichen Systematik der Minerale nach Dana hat Kruťait die System- und Mineralnummer 02.12.01.08. Auch dies entspricht Klasse der „Sulfide und Sulfosalze“ und dort der Abteilung der „Sulfidminerale“ ein. Hier ist er ebenfalls in der „Pyritgruppe (Isometrisch: Pa3)“ mit der Systemnummer 02.12.01 innerhalb der Unterabteilung „Sulfide – einschließlich Seleniden und Telluriden – mit der Zusammensetzung AmBnXp, mit (m+n) : p = 1 : 2“ zu finden.

## Kristallstruktur
Kruťait kristallisiert kubisch in der Raumgruppe Pa3 (Raumgruppen-Nr. 205) mit dem Gitterparameter a = 6,06 Å sowie vier Formeleinheiten pro Elementarzelle.

## Bildung und Fundorte
Kruťait bildet sich durch hydrothermale Vorgänge. Als Begleitminerale können je nach Fundort Berzelianit, Bukovit, Chalkopyrit, Clausthalit, Eskebornit, Ferroselit, Goethit, Hämatit, Umangit und/oder Uraninit auftreten.
Als sehr seltene Mineralbildung konnte Kruťait nur in wenigen Proben nachgewiesen werden, die an weltweit bisher nur rund 10 dokumentierten Vorkommen gesammelt wurden (Stand 2024). Außer an seiner Typlokalität Petrovice (deutsch Peterswald) trat das Mineral in Tschechien nur noch an der Uranlagerstätte Předbořice in der Gemeinde Kovářov (deutsch Kowarschow) zutage.
Bekannt aufgrund außergewöhnlicher Kruťaitfunde ist unter anderem die „El Dragón Mine“ in der Provinz Antonio Quijarro (Potosí) in Bolivien, wo bis zu einem Millimeter große Kristalle gefunden wurden.
Der bisher einzige Fundort in Deutschland ist die Grube „Weintraube“ bei Lerbach (Osterode am Harz) in Niedersachsen. Daneben kennt man das Mineral noch aus der „Tumiñico Mine“ in der Sierra de Cacho und aus Los Llantenes im Departamento Vinchina in der Provinz La Rioja sowie aus der Sierra de Cacheuta in der Provinz Mendoza in Argentinien und aus der Yutangba-Selen-Lagerstätte bei Enshi in China.